# روبرت رامزي (لاعب كرة قاعدة)
روبرت رامزي (بالإنجليزية: Robert Ramsay)‏ هو لاعب كرة قاعدة أمريكي، ولد في 3 ديسمبر 1973 في فانكوفر في الولايات المتحدة، وتوفي في 4 أغسطس 2016 في موسكو في الولايات المتحدة.

## وصلات خارجية
- روبرت رامزي على موقعبيزبول رفرنس.كوم (الدوري الرئيسي) (الإنجليزية)
- روبرت رامزي على موقعبيزبول رفرنس.كوم (الدوري الثانوي) (الإنجليزية)